# أندري رونار بيارناسون
أندري رونار بيارناسون (بالآيسلندية: Andri Rúnar Bjarnason)‏ هو لاعب كرة قدم آيسلندي في مركز الهجوم، ولد في 12 نوفمبر 1990 في Bolungarvík ‏ في آيسلندا. لعب مع Grindavík (men's football) ‏.

## وصلات خارجية
- أندري رونار بيارناسون على موقع الاتحاد الأوربي (الإنجليزية)
- أندري رونار بيارناسون على موقع اتحاد السويد (السويدية)
- أندري رونار بيارناسون على موقع قاعدة بيانات كرة القدم.إي يو (الإنجليزية)
- أندري رونار بيارناسون على موقع ناشيونال فوتبول تيمز (الإنجليزية)
- أندري رونار بيارناسون على موقع Soccerway.com (الإنجليزية)
- أندري رونار بيارناسون على موقع عالم كرة القدم.نت (الإنجليزية)